# Danh sách tính năng bị loại bỏ trên Windows XP
Windows XP đã loại bỏ hoặc thay thế một số tính năng so với Windows 2000.

## Cá nhân hóa
- Chủ đề hình nền và giao diện: Trên Windows XP, các chủ đề như Luna Blue và Bubble đã được tích hợp sẵn. Điều này khác biệt so với Windows 2000, nơi mà các tùy chỉnh giao diện thường yêu cầu cài đặt thêm phần mềm từ Microsoft Plus! hoặc các gói dịch vụ của Microsoft.
- Phần mềm tùy chỉnh: Windows XP cũng đã loại bỏ một số phần mềm tùy chỉnh có sẵn trên Windows 2000, vì Microsoft đã phát triển và tích hợp các tính năng tương tự trực tiếp vào hệ điều hành.

## Start menu
- Start Menu trên Windows XP vẫn giữ lại cấu trúc quen thuộc từ Windows 2000. Tuy nhiên, nó được thiết kế để tích hợp tốt nhất với Luna Theme đặc trưng của XP. Người dùng vẫn có tùy chọn chuyển về Classic Start Menu với giao diện giống hệt các phiên bản Windows 9x trước đó. .
- Windows XP đã nâng cấp chức năng của thư mục My Documents so với Windows 2000 và Windows 9x, tích hợp sâu hơn vào Start Menu. Điều này nhằm cải thiện khả năng truy cập và quản lý tài liệu cá nhân, đặc biệt trong môi trường doanh nghiệp.

## Internet Explorer
- Internet Explorer 5 đã loại bỏ trên Windows XP, nó sử dụng các hoạt động Windows Security gồm với hệ điều hành Windows 2000, Internet Explorer 6 được chính thức tung ra Windows XP.

## Phiên bản khác

### Service Pack 1
- My Document đã không khả năng trên Windows XP.
- Windows Media Player 9.0 đã loại bỏ trên hệ điều hành Windows XP, liên hệ đã có phần mềm Windows Media Player 8.

### Service Pack 2
- Windows Media Player 6.7 không liên hệ với Windows XP.
- Custom Folder trên Windows XP đã loại bỏ, nó sử dụng với Windows 2000.

### Service Pack 3
- Internet Explorer 7 chính thức khả năng đã xóa bỏ phần mềm ''Search More'' trên Windows XP.

### Professional x64 Edition
- Sample Pictures khả năng được loại bỏ Folder Options.
- Display loại bỏ trên Windows Default.
- Windows Party Mode được loại bỏ trên Windows XP, đối với phần mềm Theme.

### Media Center Edition 2005
- Windows Media Player 6.4 không hợp lệ trên Windows XP.